# Відхилення ліктя
Щодо відхилення ліктьової кістки як типу руху руки, див. Відхилення ліктьових суглобів під Анатомічними умовами розташування.

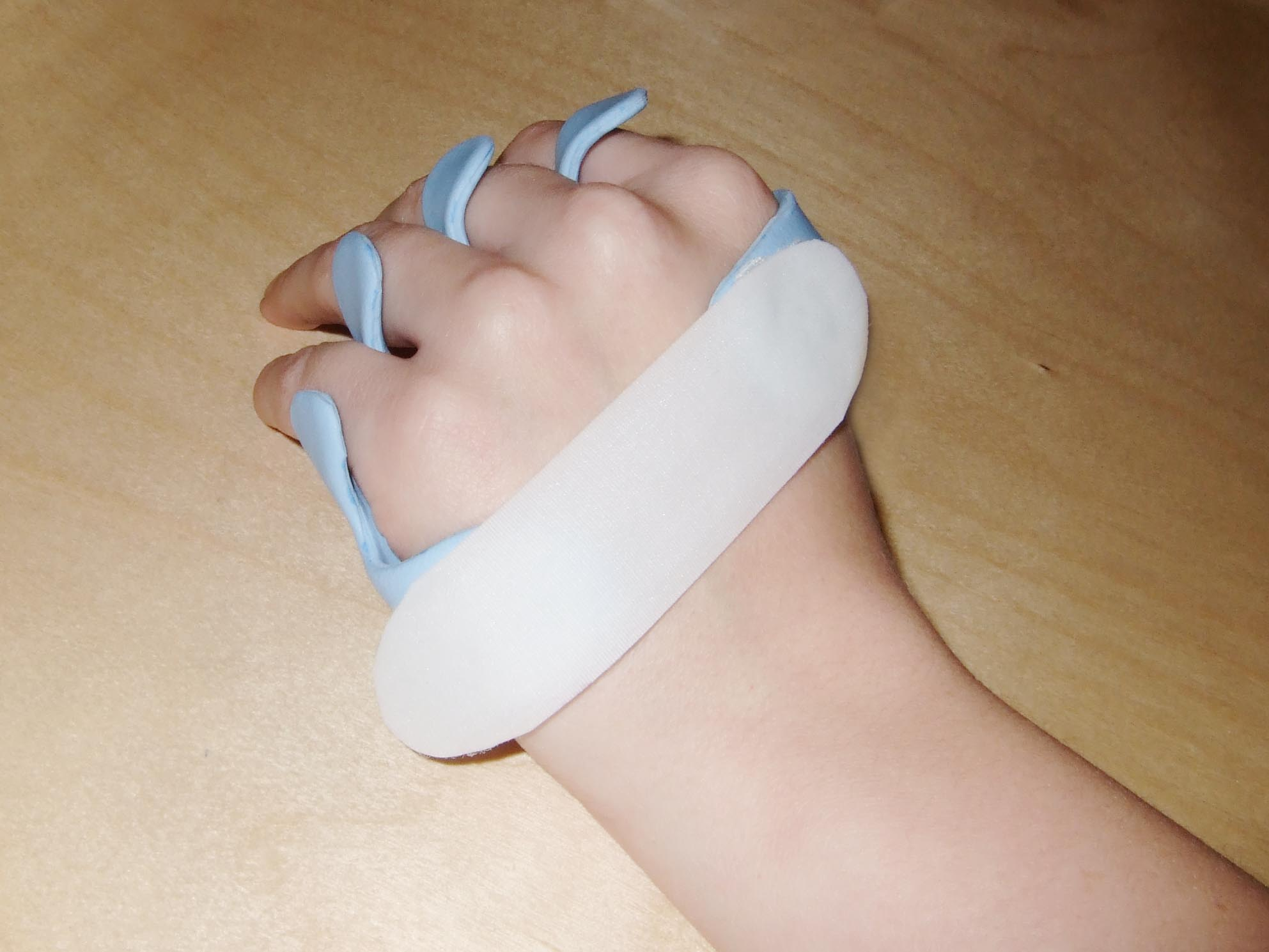
Рука, уражена відхиленням ульнар

Локтевий відхилення, також відоме як ліктьовий занос — це деформація кисті, при якій набряк п'ястно-фалангових суглобів (великі суглоби біля основи пальців) змушує пальці зміщуватися, прагнучи до мізинця. Його назва походить від переміщення по напрямку до ліктьової кістки (на відміну від радіального відхилення, в якому пальці зміщені до радіусу). Відхилення ліктьового суглобу, швидше за все, є характеристикою ревматоїдного артриту, більше, ніж остеоартриту. Слід також враховувати пігментований віллонодулярний синовіт на тлі ліктьового відхилення та п'ястно-фалангового синовіту.
Відхилення ліктьових кісток — це також фізіологічний рух зап'ястя, коли рука, включаючи пальці, рухається у напрямку до ліктьової кістки. Відхилення ліктьового суглоба — це розлад, при якому згинання ліктьовим нервом, іннервованим м'язами, є цілим, тоді як згинання на серединному нерві — ні.